# Сонаргаон (подокруг)
Сонаргаон (бенг. সোনারগাঁও, англ. Sonargaon) — подокруг в центральной части Бангладеш в составе округа Нараянгандж. Административный центр — город Сонаргаон. Площадь подокруга — 171,66 км². По данным переписи 1991 года численность населения подокруга составляла 261 881 человек. Плотность населения равнялась 1526 чел. на 1 км². Уровень грамотности населения составлял 27,50 %. Религиозный состав: мусульмане — 95,24 %, индуисты — 4,19 %, прочие — 0,57 %.